# دار درة سي
دار درة سي (بالفارسية: داردره‌سی) هي قرية تقع في أذربيجان الغربية في إيران. يقدر عدد سكانها بـ 46 نسمة بحسب إحصاء 2016.